# Caroline Fourest
Pour les articles homonymes, voir Fourest.
Caroline Fourest, née le 19 septembre 1975 à Aix-en-Provence, est une journaliste, essayiste, polémiste et réalisatrice française.
Figure médiatique depuis les années 2000, « polémiste redoutable et controversée », elle milite pour le féminisme, les droits des homosexuels et la laïcité et contre les intégrismes religieux catholiques, juifs et musulmans, l'antisémitisme et les extrémismes politiques.
Elle est éditorialiste à Marianne, rédactrice en chef de la revue ProChoix et directrice de la rédaction du magazine Franc-Tireur. En 2018, après vingt-et-un documentaires, elle réalise son premier film de fiction, Sœurs d'armes.

## Biographie

### Enfance, adolescence
Caroline Fourest est née Caroline Guillemot, d'un père négociant en vin et d'une mère antiquaire — dont elle a pris le nom de famille. Elle a grandi, selon Jean Birnbaum, dans « la bonne bourgeoisie provinciale ».

### Études
Après avoir étudié à Aix-en-Provence dans un collège privé catholique, Caroline Fourest s'installe à Paris avec sa mère à l'âge de 14 ans après le divorce de ses parents. Elle découvre durant l'adolescence son homosexualité, ainsi qu'une conscience politique qui la sensibilise à « tout ce qui est minoritaire ».
Diplômée en histoire et en sociologie de l'EHESS, elle est également titulaire d'un DESS de communication politique et sociale, obtenu à la Sorbonne. Elle y a étudié la communication de crise (réactions aux boycotts et aux rumeurs), à laquelle elle a consacré un livre, Face au boycott.

### Journalisme et engagement

#### Années 1991-2000
Caroline Fourest débute dans le journalisme en 1994 par un stage à France 3. De 1995 à 1997, elle est journaliste au magazine Transfac, trimestriel distribué gratuitement aux étudiants, pour lequel travaille également Fiammetta Venner. Renvoyées car considérées comme trop militantes[réf. souhaitée], les deux femmes se spécialisent sur « l’extrême droite catholique ». Caroline Fourest devient pigiste dans ce domaine à L'Événement du jeudi, puis au magazine à destination de la communauté gay Têtu et au magazine catholique de gauche Golias de 1996 à 2000.
En 1997, elle fonde la revue ProChoix avec Fiammetta Venner et Moruni Turlot. Éditée par l'association du même nom, cette revue s'est donné pour objet de « défendre les libertés individuelles contre toute idéologie dogmatique, liberticide, essentialiste, raciste ou intégriste. » Ses thèmes de prédilection sont la protection de la laïcité, les droits des femmes et des homosexuels. Le nom ProChoix vient de l'anglais prochoice utilisé par les mouvements en faveur du droit à l'interruption volontaire de grossesse. La revue ne se limite cependant pas à la question de l'avortement.
En 1998, elle coécrit, avec Fiammetta Venner, Le Guide des sponsors du FN. Utilisant de nombreuses sources écrites (publications proches du Front national, documents officiels), le livre dresse la liste de nombreuses entreprises ayant financé ce parti. Il remet également en cause certaines enquêtes précédentes, par exemple concernant le boulanger Lionel Poilâne.
En 1999, elle publie, à nouveau avec Fiammetta Venner, Les Anti-PACS ou la dernière croisade homophobe, une enquête sur les mouvements anti-PaCS, leurs liens avec la droite catholique radicale, et Christine Boutin. En annexe, l'association ProChoix rend publique la liste des maires ayant signé la pétition contre le PaCS. Il s'avère que plus de 15 000 maires de France l'ont signée (soit 41 %), mais qu'elle n'a jamais été publiée. Cette pétition a directement conduit à ce que les PaCS ne soient pas signés en mairie (au même titre que le sont les mariages et les déclarations de concubinage).
Elle préside le Centre gay et lesbien de Paris de mai 1999 à mars 2000 pendant le débat sur le PaCS.
En 2000, elle publie un livre aux éditions Golias, Foi contre choix : la droite religieuse et le mouvement pro-life, qui étudie la montée en puissance et l'inspiration « pro-vie » ou anti-avortement d'organisations chrétiennes et de leurs alliés du Parti républicain, actifs dans l'entourage de George W. Bush.

#### Années 2001-2010
En 2003, elle coécrit Tirs croisés avec Fiammetta Venner sur la « laïcité à l’épreuve des intégrismes juif, chrétien et musulman ». Le livre ne porte pas sur la religion en tant que telle mais plutôt sur l'« intégrisme », que les auteurs définissent en introduction comme « l'emprise autoritaire, nécessairement politique, qu'exercent certains groupes sur la vie en société au nom de la religion ». Le livre conclut que si l'intégrisme musulman est bien le plus virulent des trois intégrismes, « ce surcroît de nocivité n'a rien à voir avec la religion mais avec l'instrumentalisation de la religion ». En l'occurrence, selon les auteurs, le phénomène serait dû au fait qu'un nombre élevé de pays à majorité musulmane ne sont pas réellement sécularisés.

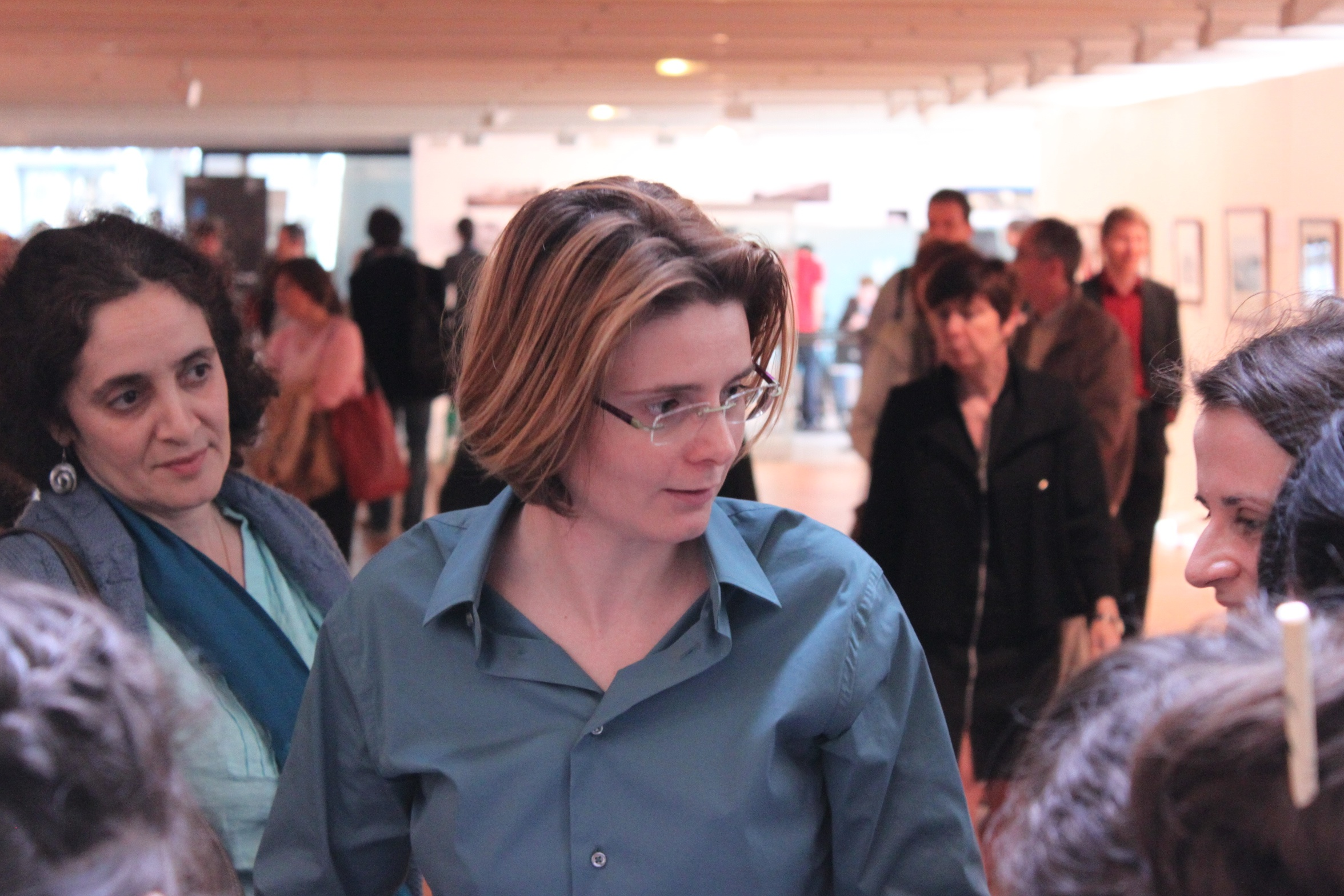
Caroline Fourest en 2011 à l'université de la Terre.

Elle dénonce régulièrement l'extrême droite et l'intégrisme chrétien, qui comptent parmi ses principaux objets d'étude,. Dans les années 2000, elle oriente également ses travaux sur l'intégrisme musulman : dans ce cadre, elle publie les livres Tirs croisés, la laïcité à l’épreuve des intégrismes juif, chrétien et musulman  (2003), Frère Tariq (2004) et La Tentation obscurantiste (2005). Dans ce dernier ouvrage, elle accuse une partie de la gauche de s'être rapprochée de la mouvance islamiste. Elle considère à ce titre qu'« il existe aujourd'hui, à gauche, de nouveaux « compagnons de route » pour trouver séduisante la dictature de la charia comme jadis la dictature du prolétariat ».
Dans Frère Tariq, Caroline Fourest se livre à une analyse des écrits et des propos de Tariq Ramadan, et conclut que ce dernier tient un « double discours », relativement libéral lorsqu'il s'exprime dans les médias et fondamentaliste et réactionnaire quand il s'exprime devant ses partisans musulmans. Tariq Ramadan affirme qu'elle multiplie les approximations, les erreurs historiques et les mensonges, tandis que d'autres vantent sa rigueur, lui attribuant d'avoir été la première à analyser toutes ses déclarations. L'ouvrage est salué par Bernard-Henri Lévy. Catherine Coroller de Libération est moins laudative, comparant l'essai aux « charges qui, par leur violence et leur parti pris, affaiblissent le propos de leurs auteurs ». En 2008, Frère Tariq est édité aux États-Unis par la maison d'édition de David Horowitz, « Encounter Books », sous le titre Brother Tariq. The doublespeak of Tariq Ramadan. En Angleterre le livre est édité par « Social Affairs Unit ».
En 2005, elle obtient avec Fiammetta Venner le prix national de la laïcité, remis par le Comité Laïcité République, une association présidée par l'ancien Grand-Maître du Grand Orient de France Patrick Kessel, les récompensant « pour leurs actions contre tous les fondamentalismes religieux et leurs avatars liberticides, ainsi que pour leur engagement face à l’extrême-droite ».
La Tentation obscurantiste obtient le prix du livre politique 2006 de l'Assemblée nationale au premier tour de scrutin, par 80 % des membres du jury composé de journalistes. Le livre pose cette question : « la complaisance voire la fascination pour l'islamisme — une idéologie réactionnaire, intégriste et totalitaire — a-t-elle sa place à gauche ? » Les deux précédents livres de Caroline Fourest, Tirs croisés (coécrit avec Fiammetta Venner) et Frère Tariq étaient finalistes les années précédentes.
La même année, au moment de l'affaire sur les caricatures de Mahomet au Danemark, elle écrit dans Charlie Hebdo un texte pour contextualiser celles-ci, et pour répondre encore aux diverses réactions violentes qu'elles suscitent, elle rédige le 1er mars dans le même organe avec Mehdi Mozaffari, intellectuel iranien exilé au Danemark, un manifeste intitulé « Ensemble contre le nouveau totalitarisme », qui est repris dans une pétition « Contre un nouvel obscurantisme » soutenue par douze intellectuels (depuis, menacés de mort) rejoints par bien d'autres, et repris dans de nombreux pays européens, également au Canada, en Colombie et en Iran,,.
Elle continue par ailleurs à étudier l'intégrisme chrétien, notamment dans ses articles de Charlie Hebdo.

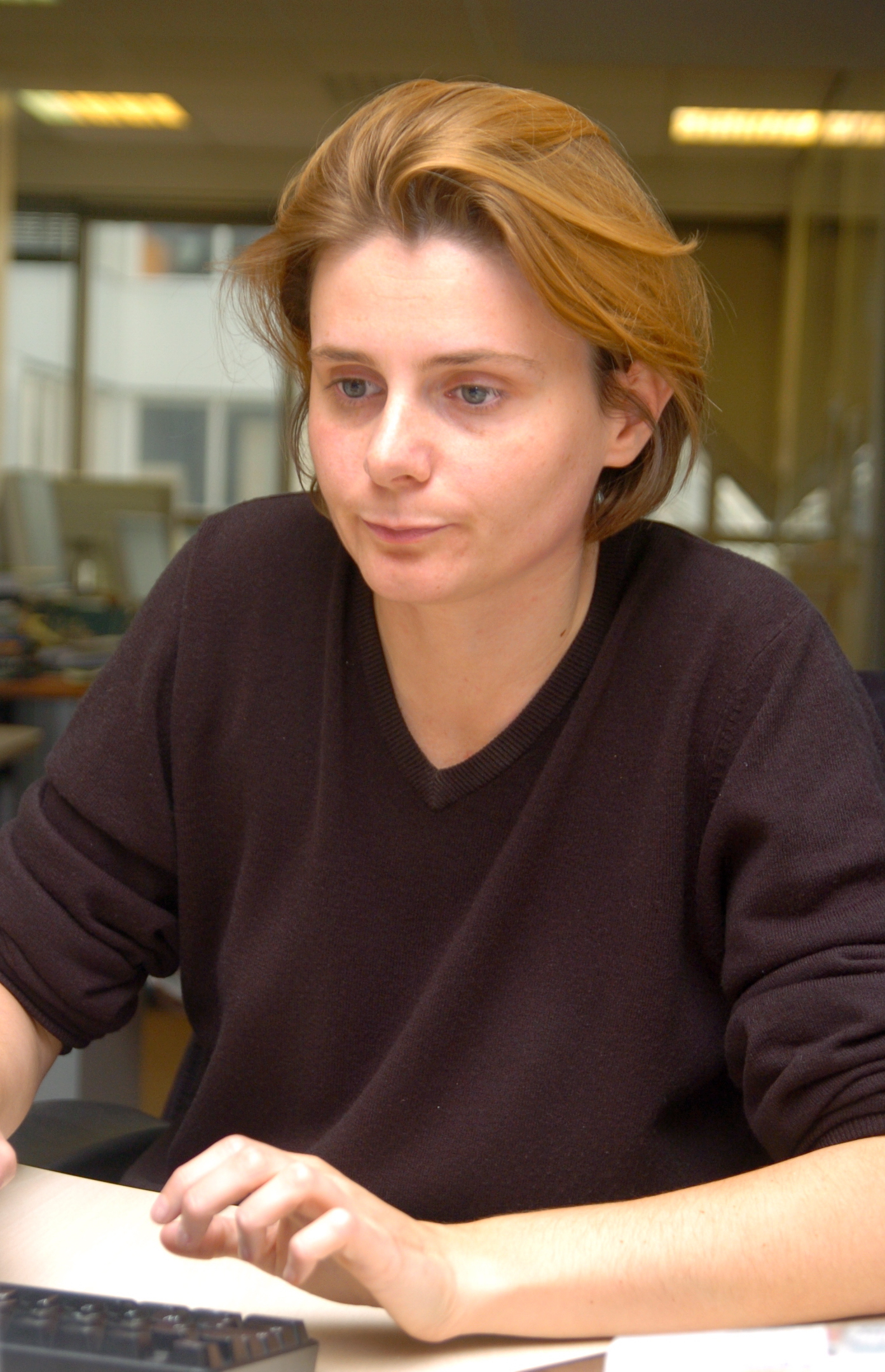
Caroline Fourest, le 16 septembre 2008 à Paris.

En 2007, Caroline Fourest publie un livre intitulé Le Choc des préjugés, dans lequel elle dénonce « l'impasse des postures sécuritaires et victimaires ». La même année, elle prend position contre la Loi du 20 novembre 2007 relative à la maîtrise de l'immigration, à l'intégration et à l'asile et l'amendement Mariani sur l’immigration autorisant le recours aux tests d'ADN et aux statistiques ethniques,.
En septembre 2009, Caroline Fourest et Fiammetta Venner quittent la rédaction de Charlie Hebdo dans le contexte de l'affaire Siné ; « l'audace se cherche ailleurs », expliquent-elles alors.
Elle est chroniqueuse dans l'édition du samedi du journal Le Monde de 2007 à juillet 2012 et repérée par Ali Baddou, qui apprécie « sa voix dissonante et rafraîchissante » pour les radios France Culture dans une matinale, et France Inter. Elle anime ensuite, en 2012, 2013 et 2014, la chronique de France Inter Ils changent le monde. Elle participe également, en tant que chroniqueuse, à l'émission de télévision Semaine critique ! (France 2) de septembre 2010 à juin 2011.
Caroline Fourest cosigne avec Antoine Sfeir plusieurs textes dénonçant le « péril islamiste » et elle accuse Reporters sans frontières de soutenir des journalistes tunisiens « de tendance islamiste », « au nom d’une liberté de la presse qui ne devrait connaître aucune frontière, pas même celle de l’incitation à la haine ».

#### Depuis 2011
En janvier 2012, Caroline Fourest prend position contre la circulaire Guéant menaçant d'expulsion les étudiants étrangers, et elle parraine un de ces étudiants.
Elle participe à la création en mars 2012 du Collectif Roosevelt avec l'aide de Stéphane Hessel, Edgar Morin et de nombreux intellectuels et personnalités publiques de la société civile et politique. Ce collectif présente quinze propositions pour éviter un effondrement économique, élaborer une nouvelle société et lutter contre le chômage endémique et créer une Europe démocratique.
Fin 2012, elle prépare pour France 2 un documentaire sur les militantes féministes ukrainiennes Femen. Filmant le 18 novembre une action militante non autorisée contre une manifestation autorisée de l'Institut Civitas opposée au projet de légalisation du mariage et de l'adoption pour des couples de même sexe, elle est prise à partie et insultée par des participants au défilé, est « tabassée et rouée de coups », ce que confirment les vidéos tournées lors de cette manifestation, recevant également des injures sexistes et homophobes,. À la suite de la plainte qu'elle dépose, cinq individus (dont un colonel de l'Armée, un membre du service d’ordre de Civitas et d'autres militants d’extrême droite,) sont placés en garde à vue et poursuivis pour « violences volontaires en réunion »,. Au procès, seul l'un d'entre eux reconnaît avoir frappé Caroline Fourest, et dit le regretter ; les prévenus seront condamnés à la prison avec sursis et des amendes. L'Alliance générale contre le racisme et pour le respect de l'identité française et chrétienne (AGRIF), proche de l’extrême droite, porte en retour plainte contre Caroline Fourest pour « complicité de violences aggravées » et contre les Femen.[Passage à actualiser]
En 2013, elle reçoit le soutien d'un grand nombre d'associations ou de loges, sans y appartenir, pour son combat pour la laïcité ou pour les multiples agressions dont elle est victime en raison de ses prises de position, dont les Association Awsa France, Association CAEDEL-Mouvement Europe et Laïcité, Club République Sociale, Conseil national des associations familiales laïques (CNAFL), Association EGALE-Egalité-Laïcité-Europe, Association Laïcité-Liberté, Comité Laïcité République, Association des Libres Penseurs de France (ADLPF), Grande Loge mixte de France (GLMF), Grande Loge mixte universelle (GLMU), Grand Orient de France (GOF), Association Le Chevalier de la Barre, Cercle Jean Moulin, Association Libres MarianneS, Ligue du droit international des femmes (d) (LDIF), Observatoire International de la Laïcité, Observatoire Laïcité Provence (OLPA), Regards de Femmes ou Union des Familles Laïques,,.
Depuis fin 2016, Caroline Fourest écrit une chronique intitulée « Sans détour » dans l'hebdomadaire Marianne. En Janvier 2022, elle cesse sa collaboration avec Marianne.
Elle participe ponctuellement en tant qu'invitée à l'émission quotidienne C dans l'air sur la chaine publique France 5.
En 2018, elle réalise le long-métrage Sœurs d'armes, son premier film de fiction, sur la lutte des combattantes kurdes durant la guerre civile syrienne. Le magazine Les Inrockuptibles rapproche ce sujet de celui des Femmes du soleil d'Eva Husson, sorti la même année. Le film reçoit globalement une critique plutôt négative,, il est notamment décrit comme un film de propagande. C'est un échec commercial malgré les consignes de Cyril Hanouna à ses chroniqueurs d'en faire l'éloge sur demande de Vincent Bolloré, qui est à la fois actionnaire de la chaîne C8 et l'un des plus gros financeurs du film de Caroline Fourest.
Depuis avril 2022, elle est directrice de la rédaction de l'hebdomadaire Franc-Tireur.

### Vie privée
Elle est la compagne de Fiammetta Venner, avec qui elle a écrit de nombreux textes.

## Engagements

### Contre les «intégrismes religieux»
Pour Laurent Joffrin de Libération, « Caroline Fourest est engagée depuis longtemps dans la lutte contre les intégrismes religieux de toutes obédiences ». Ces prises de position sur le sujet lui valent critiques et parfois haine, « aussi bien à l’extrême droite qu’à l’extrême gauche […] par ses ennemis [qui la présentent] comme une « laïcarde » de gauche rigide et enflammée ».

#### Tariq Ramadan
Caroline Fourest estime que Tariq Ramadan est un représentant de l'intégrisme religieux. Dans le livre qu'elle lui consacre (Frère Tariq, 2004), elle affirme que « son message vise moins à faire connaître l’islam qu’à rendre plus acceptable l’islamisme ». Elle lui reproche de chercher « des journalistes suffisamment naïfs ou complices pour devenir les relais de cette propagande ».
Elle affirme notamment qu'il a fait interdire la pièce Le Fanatisme ou Mahomet le Prophète de Voltaire, en 1993. Tariq Ramadan répond à cette accusation, en la qualifiant de « mensonge éhonté ». Caroline Fourest confirme ses informations et parle de « mauvaise foi, […] de mensonges et de campagnes diffamatoires ».
Dans le même ouvrage, elle écrit que le père de Tariq, Saïd Ramadan (l’un des dirigeants des Frères musulmans), qui s’était réfugié en Arabie saoudite, aurait, en 1962, supervisé la création de la Ligue islamique mondiale pour « lutter contre le matérialisme athée », c'est-à-dire prioritairement contre le communisme, et que cette association a été soutenue par les Américains, qui comptaient sur l’Arabie saoudite « pour combattre le pacte de Bagdad conclu entre Nasser et les Soviétiques »,.

### Dénonciation du conspirationnisme
Caroline Fourest dénonce régulièrement les « errements » du réseau Voltaire. Avec Fiammetta Venner, elle a consacré un ouvrage aux positions et engagements du réseau Voltaire et de Thierry Meyssan, dont elle souligne la dérive conspirationniste et le rôle de « diplomatie parallèle » au service d'intérêts iraniens, syriens ou chinois,. Caroline Fourest et Fiammetta Venner ont, de leur côté, écrit contre la droite religieuse américaine.

### Féminisme
Caroline Fourest, que certains médias présentent comme une « militante féministe »,,,, a fondé avec Fiammetta Venner, redoutée des associations anti-avortement, la revue Prochoix, que Le Monde qualifie de « feuille féministe ». D'après Le Monde, la revue connaît un basculement en septembre 2001, où des attentats détruisent le World Trade Center et où se déroule la Conférence de Durban, pour laquelle Caroline Fourest dénonce un « putsch islamiste ». Au sujet de cette conférence, Caroline Fourest déclare : « Le climat était irrespirable, nous sommes revenues K.-O. ; après ça, franchement, je ne me voyais pas continuer à écrire sur les commandos anti-IVG… » La revue ProChoix combat alors tous les intégrismes religieux, dont celui islamique.
Caroline Fourest s'est engagée aux côtés des Femen et de mouvements associatifs se revendiquant comme féministes, notamment de Ni putes ni soumises. Le combat pour les femmes afghanes est l'une de ses priorités,.
En 2024, lorsqu'elle publie Le Vertige MeToo, elle essuie des critiques de féministes qui estiment qu'elle affaiblit leur combat. Dans ce livre, elle estime que MeToo est une « belle révolution », mais qui a pu s'accompagner d'« excès » : elle appelle à ne pas mettre sur le même plan un viol et un geste déplacé, déclarant qu'il faut « graduer », et statuer « au cas par cas ». Politis estime que Caroline Fourest, qui préconise la nuance, n'a rien compris au continuum sexiste, et la qualifie d'« antiféministe ». Mediapart voit également son livre comme un « antiféminisme », estime qu'elle a une posture surplombante et qu'elle s’emploie à démonter l’idée d’un continuum dans les violences sexistes et sexuelles. D'après Le Monde, Caroline Fourest « reconnaît qu’il existe un continuum entre les offenses sexistes et les violences sexuelles », mais elle considère qu'une distinction est nécessaire, afin de répondre de façon proportionnée. Pour Les Inrocks, Caroline Fourest remet en cause les fondements du mouvement MeToo dans ce livre qualifié de « brûlot réactionnaire », et le journal lui reproche de soutenir une réaction « anti-féministe », et de minimiser la responsabilité des agresseurs. Pour L'Express, le livre est un « vibrant plaidoyer pour que le féminisme continue à fabriquer des « guerrières, et pas seulement des victimes » ». Télérama estime que Caroline Fourest a une posture du type « Toutes des geignardes… sauf elle », et son livre est une « condamnation déplacée ».

## Polémiques

### Autour de la religion et de la laïcité
Elle critique, en 2003, le journaliste Xavier Ternisien, à l'époque chargé des questions religieuses au Monde — notamment au sujet de l'islam et de la laïcité —, lui reprochant « sous couvert d'objectivité journalistique » d'avoir pris le parti de « "dédiaboliser" par tous les moyens les penseurs proches des Frères musulmans, comme Tariq Ramadan, et discréditer au maximum les musulmans libéraux et laïques qui s'y opposent ». Ternisien, répondant un peu plus tard à ces critiques, soutient que l'article est une enquête à charge approximative dont les erreurs « feraient honte à un étudiant en première année de journalisme », et s'interroge : « Que se passe-t-il à Pro-Choix ? ».
À partir de la publication de Frère Tariq (2004), Caroline Fourest participe à de nombreuses controverses tenant à la place de l'islam dans la société, et tout particulièrement aux liens entre la mouvance islamiste et des milieux de gauche. Elle souligne à ce titre que c'est après ce livre que ses écrits et ceux de Fiammetta Venner ont commencé à être critiqués par certaines franges de la gauche : « une partie de la gauche séduite par le discours du prédicateur nous lâche. Pour eux, critiquer l’islamisme, c’est trahir la gauche. Le Monde diplomatique ou Politis, qui aimaient bien nos livres, nous dézinguent. Parce qu’on souligne que l’absence de solidarité à gauche fragilise le camp laïc face aux intégrismes musulmans. Je savais que ce serait dur après l’enquête sur Tariq Ramadan, mais je n’imaginais pas un tel enfer ».
Sous le titre « Les lauriers de l'obscurantisme », Jean Baubérot, Bruno Étienne, Franck Fregosi, Vincent Geisser et Raphaël Liogier protestent dans Le Monde du 18 avril 2006 contre le prix du livre politique décerné à Caroline Fourest. Selon eux, l'ouvrage primé de Caroline Fourest fait partie du genre littéraire de ceux qui « sous couvert de la "défense des Lumières" de la laïcité, [condamnent] ceux qui refusent de se plier au moule de leurs catégories sectaires [et qui] jettent en pâture des listes de personnes accusées de "trahir les idéaux de la République" et d'être les "faire-valoir du radicalisme islamique" ». Peu après, toujours dans Le Monde, Michael Smadja, professeur de philosophie, soutiendra un avis contraire.
Elle dénonce régulièrement ce qu'elle qualifie d'« islamo-gauchisme »,.
En 2009, le journaliste Didier Lestrade reproche au discours de Caroline Fourest d'attiser les peurs et de contribuer à l'essor d'un certain populisme anti-musulman. Il précise ses arguments en 2012, dans son livre Pourquoi les gays sont passés à droite[source insuffisante]. Une critique est également formulée par l'ancien président de l'Institut des cultures d'Islam Hakim El Karoui.
Caroline Fourest et Fiammetta Venner affirment, en 2003, que le mot « islamophobie » « a pour la première fois été utilisé en 1979, par les mollahs iraniens qui souhaitaient faire passer les femmes qui refusaient de porter le voile pour de « mauvaises musulmanes »,. Ces propos ont été contestés entre autres par les sociologues Marwan Mohammed et Abdellali Hajjat, qui affirment que le mot « islamophobie » est inconnu en langue persane, et qu'on le trouve dans des ouvrages français dès 1910,,. Caroline Fourest revient sur l'origine du mot islamophobie : dans le journal Libération en 2013, élargissant le débat initié par sa référence aux mollahs iraniens, l'essayiste écrit « l’important, ce n’est pas de savoir si quelqu’un a parlé d’islamophobie il y a un siècle dans sa salle de bain, c’est le sens de ce mot […] Le mot va gagner parce qu’il est court, parce que personne ne prend le temps de réfléchir à son sens et que celui de "racisme" est devenu ringard » ; et dans son ouvrage l’Éloge du blasphème (2015), elle soutient que le livre coécrit par Marwan Mohammed et Abdellali Hajjat est « très contestable »[précision nécessaire]. À travers les années, Fourest maintient que le mot « islamophobie » est un « concept malheureux qui confond critique de l’islam en tant que religion et stigmatisation des croyants »,,,.
Esther Benbassa, historienne et sénatrice Europe Écologie Les Verts, accuse Caroline Fourest d'être :

« un stratège, elle s’est placée du côté des islamophobes pour plaire à la fois à la droite et à une partie de la gauche au nom de la laïcité en jouant la Jeanne d'Arc au visage lisse qui va défendre les femmes contre les horribles musulmans. Ça lui a permis de grimper à toute vitesse les marches de la notoriété. […] Pour elle, les causes c’est du business, Fourest c’est une affairiste qui fait commerce d’idées. C’est une boutique qui marche et qui renouvelle ses articles. Une bonne affaire. »

Caroline Fourest critique l'universitaire Raphaël Liogier qu'elle considère comme un « chercheur-militant », en relevant ce qu'elle qualifie de mensonges. Elle l'accuse de ne pas être « un spécialiste des questions liées à l’islam » mais « un militant du fait religieux, de la renégociation du modèle laïc français, un compagnon de route de l'UOIF ». Il lui répond notamment qu'il n'est pas « pour la renégociation de la laïcité, mais pour l'application stricte de la loi de 1905, c'est-à-dire la liberté de culte et d'expression […] »,,.
En 2016, Philippe Corcuff, du Centre de recherche sur les liens sociaux, écrit : « La journaliste et essayiste Caroline Fourest a joué un certain rôle dans la légitimation médiatique de stéréotypes islamophobes à partir des années 2000 sous une étiquette « de gauche » se réclamant à la fois du féminisme et de la laïcité […] Dans certains écrits de Fourest, les stéréotypes islamophobes ne sont pas énoncés d’un seul bloc et de façon complètement constitués, mais dans un mouvement d’amalgames successifs et d’associations lexicales et sémantiques plus soft ».

### Accusations de mensonges
Pascal Boniface, dans son livre Les Intellectuels faussaires, écrit que « Caroline Fourest est au débat intellectuel ce qu'est Marion Jones à l'athlétisme. L'apparence est parfaite, les performances exceptionnelles. Mais heureusement pour Caroline Fourest que le dépistage des “faussaires” est moins bien organisé que les contrôles antidopage ». Il la qualifie également de « sérial-menteuse ». Selon lui, « [l]a grande force de Caroline Fourest est d’enfourcher des chevaux de bataille largement majoritaires dans l’opinion et plus encore parmi les élites médiatiques. Qui oserait se déclarer contre la laïcité, contre l’égalité entre hommes et femmes, pour la répression des minorités sexuelles ou en faveur de l’antisémitisme ? Ce qui pose problème, ce n’est pas ce que Caroline Fourest défend, c’est la façon dont elle le fait. Régulièrement, elle attribue à ses adversaires des positions, sans doute critiquables mais qui ne sont pas les leurs, ou des faits répréhensibles… inexistants »,,. Caroline Fourest répond que « Pascal Boniface […] traite de “faussaires” tous les intellectuels ne partageant pas sa complaisance envers l'islam politique de Tariq Ramadan ou du Hezbollah ».
Lors de l'émission On n'est pas couché de Laurent Ruquier du 2 mai 2015, Aymeric Caron fait référence à la réputation de « menteuse » de Caroline Fourest. Lors de leurs échanges, il lui reproche sa condamnation de novembre 2014 pour diffamation. Caroline Fourest l'insulte, le traitant de « con » et rétorque qu'elle a gagné le procès en appel. À l'inverse, l'avocat de la partie civile dément et affirme que l'affaire est toujours en cours, la cour d'appel ne s'étant pas encore prononcée,. Toutefois, la justice précise en 2016 que la partie adverse a laissé filer le « délai de prescription » et abandonné les poursuites,. La semaine suivante, Ruquier décide qu'il n'invitera plus Caroline Fourest dans ses émissions « parce que je ne veux pas qu'on me mente ». Dans le cadre de cette affaire elle reçoit le soutien de Mohamed Sifaoui qui critique durement non seulement Aymeric Caron mais aussi Laurent Ruquier et Catherine Barma, la productrice de l'émission. En août 2016, la cour d'appel de Paris constate la prescription de l'action de 2014 contre Fourest, et l'annulation de la condamnation précédente et condamne la partie adverse à lui verser 4 000 euros de frais de procédure ; Caroline Fourest publie alors sur son blog que la cour d'appel confirme qu'elle n'a pas menti. Quelques jours plus tard, Aymeric Caron persiste dans sa version et indique qu'« elle a […] menti [ce soir-là] puisqu’elle assurait avoir gagné son procès, alors que les faits ont simplement été prescrits, et la condamnation annulée ».
Le 14 septembre 2015, Caroline Fourest écrit un article intitulé « Les amis intégristes de Jeremy Corbyn » dans Le Huffington Post. Elle y écrit : « C'est chez ses amis de la mosquée de Finsbury, l'une des plus radicales d'Europe, reprise tout récemment aux djihadistes par les Frères musulmans, que Jeremy Corbyn a ses bureaux… Un "endroit merveilleux" à l'entendre ». Justine Brabant, du site web Arrêt sur images, localise les bureaux principaux au 86 Durham Road, à presque un kilomètre de la mosquée, et Philippe Bernard, correspondant à Londres pour le quotidien Le Monde, précise que le député tient, dans la mosquée de Finsbury Park, des permanences mensuelles pour les habitants. Ajoutant que le fait de « tenir des permanences dans des mosquées est une pratique courante d’élus britanniques de tous bords », Philippe Bernard rappelle que Jeremy Corbyn a « été l’un des acteurs majeurs de sa déradicalisation et de sa réouverture selon un processus suivi de près par Scotland Yard, après qu’elle eut été fermée en 2003 et son imam Abou Hamza, proche d’Al-Qaida, arrêté pour terrorisme l’année suivante ».

### Y'a bon Award
En mars 2012, le jury des Indivisibles décerne un Y'a bon Award à Caroline Fourest, pour avoir pointé du doigt, en 2010, lors d'un discours à la convention du Parti socialiste pour l'égalité réelle, « des associations qui demandent des gymnases pour organiser des tournois de basket réservés aux femmes, voilées, pour en plus lever des fonds pour le Hamas ». Celle-ci proteste en accusant Les Indivisibles de soutenir l'intégrisme religieux et réagit au prix en écrivant que les « “Y’a bon Awards” déshonorent l’antiracisme ». Elle déclare qu'elle a l'intention de porter plainte « pour diffamation et injure, voire pour incitation à la haine ».
D'après Pascal Boniface, Fourest n'a toujours pas porté plainte en 2015. Selon lui, « Recevoir une telle distinction était plutôt gênant pour quelqu'un qui s'autoproclamait militant antiraciste. L'humour attaché au prix ajoutait au discrédit. Il fallait donc une riposte à la hauteur ». Le magazine Les Inrockuptibles — pour lequel « Caroline Fourest et Rokhaya Diallo s'affrontent » — donne la parole aux deux personnalités engagées dans le combat antiraciste. Rokhaya Diallo explique : « l’irrévérence est dans la tradition française, le prix les Y’a bon awards, c’est un prix où l’humour et la dérision sont un mode d’action de l’association », il s'agit de « remettre en question une certaine tendance universelle à énoncer des propos maladroits dans la sphère publique ». Caroline Fourest, qui « ne souhaite pas être dénoncée dans son combat pour les droits de la femme et contre les fanatismes », précise : « dans ce contexte, décerner un Y’a Bon Awards accrédite l’idée que je suis raciste et contribue à renforcer la propagande des radicaux et des intégristes qui m’attaquent toute la journée ».
En juin 2015, Caroline Fourest est de nouveau distinguée par le jury des Indivisibles qui la gratifie d'un second Y'a bon awards, dans la catégorie « Ils ont bien le droit de fantasmer » pour avoir affirmé sur LCP que, dans « les territoires perdus de la République [des familles], au nom de leurs convictions religieuses, retirent leurs enfants des cours d’histoire quand on enseigne la Shoah ». En réponse à cette seconde récompense, Caroline Fourest rédige sur son blog une note accusant le jury d’être d’une « « mauvaise foi renversante » sur cette question ». L'un des membres du jury des Indivisibles, le chercheur en sciences politiques Julien Salingue, lui répond sur son propre blog, repris par le magazine en ligne Slate, qu'elle « prend (de nouveau) quelques libertés avec la vérité ».

### Saisie de l'Arcom et rappel à l'ordre du CSA
Durant la crise ukrainienne, Caroline Fourest évoque à plusieurs reprises « trois officiers ukrainiens [dont] les paramilitaires séparatistes venaient [d']arracher les globes oculaires avec un couteau »,,, malgré des doutes exprimés sur la réalité de l'affaire. Le CSA, estimant que l'information « n’avait pas fait l’objet de vérifications préalables suffisantes », rappelle à l'ordre son employeur Radio France.
Lors de l'émission L'invité de la semaine, diffusé sur BFM TV le 29 octobre 2023, Caroline Fourest explique considérer qu’on ne peut pas, selon elle, « comparer le fait d’avoir tué des enfants délibérément en attaquant comme l’a fait le Hamas, et le fait de tuer des enfants involontairement comme le fait Israël »,. Le lendemain, la députée Mathilde Panot annonce sur X saisir l'Arcom au nom du groupe parlementaire LFI-NUPES, pour des propos que la présidente du groupe juge « choquants, dangereux, racistes ».

### Interférence dans une enquête deMarianne
En 2020, le magazine Marianne s'apprête à publier une enquête du journaliste Gabriel Libert sur une affaire dans laquelle deux producteurs de cinéma accusent l'auteur et scénariste Thomas NLend de les avoir escroqués. Caroline Fourest est préfacière d'un livre de Thomas NLend qui n'est alors pas encore publié, et elle est membre du conseil de surveillance du groupe Czech Media Invest qui possède Marianne. Selon Arrêt sur images, Caroline Fourest tente alors d'influencer la rédaction du magazine pour que l'enquête de Gabriel Libert indique que NLend ne serait pas un ancien militant soralien mais un infiltré au sein du mouvement d'extrême droite Égalité et Réconciliation au service du SIAT (Service interministériel d'assistance technique). Pour se porter garante de l'intégrité de l'auteur, elle met en contact la rédaction du magazine avec un certain « Mr Antoine » qu'elle présente comme l'agent de liaison de Thomas NLend au sein du SIAT. Faisant confiance à Caroline Fourest, l'enquête indique l'existence de ce témoin de moralité.
Mais, un an plus tard, en août 2021, Marianne publie une enquête révélant s'être fait piéger : « Mr Antoine » est en réalité Noël Dubus, un « escroc professionnel et barbouze à ses heures, et dont le nom apparaît dans certaines des affaires les plus sulfureuses des dernières années ». En octobre 2021, Gabriel Libert adresse un courriel à plusieurs personnalités exerçant des responsabilités au sein du groupe CMI et de Marianne, dont Caroline Fourest, dans lequel il demande des explications à Fourest sur le déroulement des événements et estime avoir été mis sous pression par ses démarches d'influence sur l'enquête. Il affirme également que Fourest aurait dit au sujet de l'enquête que « Marianne allait se ridiculiser car une enquête très recoupée allait bientôt sortir » et se demande si elle faisait référence au livre de NLend. Caroline Fourest ne répond pas au courriel mais prend Marianne à partie dans la préface du livre de Thomas NLend. Elle y change également de version concernant Dubus, qu'elle ne présente plus comme agent du SIAT mais comme indicateur de police,.
En janvier 2022, Caroline Fourest publie un billet de blog dans lequel elle reconnaît avoir tenté d'influencer Marianne au sujet de l'enquête. Dans un second billet de blog, elle annonce se retirer du conseil de surveillance de CMI ainsi que son intention de cesser de collaborer avec Marianne. Elle y estime également avoir subi un préjudice de la part de Gabriel Libert et dit se réserver le droit de porter plainte,.

### Propos sur les migrants
En septembre 2023, une polémique survient après qu’elle a dit sur LCI que des mineurs non accompagnés arrivant en France, ayant vécu des situations atroces, « ne vont vraiment pas bien, […] sont agressifs, violents, violeurs […], ils arrivent dans un tel état qu’ils sont dangereux ». Ces propos, défendus par des comptes d’extrême droite, comme par le parti d’Éric Zemmour, ou la porte-parole du collectif identitaire Némésis, sont largement dénoncés comme « xénophobes ». Caroline Fourest quant à elle défend qu’isoler cette phrase de son intervention plus large en détourne le sens. En concertation avec elle, la chaîne d'information retire des réseaux sociaux cette séquence en raison d'un trop grand nombre de « messages de haine et ultra-violents ».

### Financement et avis manipulés sur son film
En 2019 sort son premier film de fiction, Soeurs d'armes. Caroline Fourest a été rémunérée 160 000 € (100 000 € comme scénariste et 60 000 € comme réalisatrice). Le budget s'élevait à 5,19 millions d'euros. Il a été financé à hauteur de 1,26 million d'euros par des entrepreneurs privés : le chirurgien esthétique Sydney Ohana, Michaël Benabou, Jean Madar et Dominique Romano, qui, à lui seul, a versé 560 000 euros. La production exécutive des scènes au Kurdistan est assurée par Reia, une société détenue conjointement par sa compagne Fiammetta Venner et Dominique Romano. Le producteur délégué était la société Place du marché qui appartient à Léo Maidenberg et à l'homme d'affaires David Layani.
Le film est aussi financé par Canal+. Selon des révélations faites en décembre 2023, certains des chroniqueurs de l'émission Touche pas à mon poste ! diffusée sur la chaîne C8 (qui appartient au groupe Canal+) auraient reçu l'ordre de louer Sœurs d'armes,. Le film ne réalise que 84.778 entrées en salles.

### Polémique sur le mouvement MeToo
Dans son livre Le vertige MeToo paru chez Grasset en septembre 2024, Caroline Fourest entend dénoncer les excès du mouvement MeToo et accuse notamment le journal Mediapart d'avoir enquêté avec partialité. Elle cible en particulier les journalistes Mathieu Magnaudeix et Lénaïg Bredoux. Cette dernière répond longuement aux accusations de l'ouvrage, en dénonçant notamment ce qu'elle appelle « les mensonges de Caroline Fourest » et en regrettant qu'elle n'ait pas respecté la procédure contradictoire habituelle dans le journalisme d'enquête,. Par ailleurs, Caroline Fourest présente Adèle Haenel et Judith Godrèche comme influencées par des « marionnettistes » désirant s'en servir pour délivrer leurs propres messages,, et elle s'interroge sur la « racine pédocriminelle » en ce qui concerne Judith Godrèche en mettant en cause la responsabilité parentale et les mœurs du père de Judith Godrèche. Cette dernière répond en indiquant que Caroline Fourest parle sans l'avoir contactée, et en estimant que la mise en cause de son père est une façon de protéger les accusés. Caroline Fourest fustige nombre de journalistes et médias ayant réservé un accueil critique négatif de son livre, le rapprochant d'autres ouvrages antiféministes.
Le livre est par ailleurs l'objet de critiques de Médiapart et Arrêt sur images pour n'avoir pas respecté le contradictoire, de contenir des informations non vérifiées et fausses informations auparavant démenties,.
Enfin, le livre prend aussi sur trois pages la défense du producteur de cinéma Alain Terzian, indiquant que « ses rivaux ont profité de #meToo et de la rumeur pour le dégager ». Le livre affirme que Mediapart a enquêté sur lui « en vain ». Mediapart a répondu n'avoir « jamais enquêté sur Alain Terzian, ni même envisagé de le faire ». Selon le site l'Informé, en 2020, Caroline Fourest avait touché 46 000 euros de la société de production d'Alain Terzian pour un projet de film qui n'a pas abouti. À la suite de ces révélations, Caroline Fourest répond sur son blog qu'elle n'a aucun intérêt à défendre Alain Terzian avec qui elle est « plutôt en situation de contentieux ».

## Décisions judiciaires
- À la suite de la publication du livre Le Guide des sponsors du FN en 1998, Caroline Fourest et Fiammetta Venner sont relaxées pour diffamation[168][source insuffisante]
- À la suite de la publication de l'ouvrage Marine Le Pen, cette dernière dépose plainte et, le 9 octobre 2012, le tribunal correctionnel de Paris condamne Caroline Fourest, sa coautrice Fiammetta Venner et son éditeur pour diffamation[169],[170] « pour certains de ses extraits, les relaxant pour les autres »[171]. Caroline Fourest commente et détaille ce jugement dans son blog, le 19 octobre 2012, ainsi que les raisons qui les ont poussées à ne pas faire appel[170]. Le livre continuera néanmoins à être publié sans les passages diffamatoires. Par la suite, la version en poche, intitulée Marine Le Pen démasquée, revue et augmentée, est publiée[170][source insuffisante].
- Le 23 octobre 2014, Caroline Fourest est condamnée en première instance par la 17e chambre du tribunal de grande instance de Paris pour avoir diffamé une jeune fille musulmane voilée, Rabia Bentot, victime d'une agression à Argenteuil. Lors de sa chronique du 25 juin 2013 sur France Culture, elle avait mis en doute la véracité de l'agression et jeté la suspicion sur la famille de la victime, en « l'absence totale de base factuelle à cette imputation » selon le tribunal[172],[173]. Caroline Fourest fait appel, et en août 2016, la cour d'appel rend sa décision : constatant que les diligences de Rabia Bentot après la signification d'appel sont « largement postérieures au délai de trois mois dont dispose l'article 65 de la loi 29 juillet 1881 », et donc qu'est acquise la prescription de l'action de la plaignante, cette dernière est déboutée de ses demandes et est condamnée à payer 4 000 € à Caroline Fourest au titre de l'article 700 du code de procédure civile français[132]. Pour Caroline Fourest, l'avocat de la plaignante a « délibérément laissé filer le délai de prescription pour que (l')appel n'ait pas lieu, et abandonné les poursuites »[174].
- En décembre 2016, Caroline Fourest est déboutée de sa plainte contre Nordine Saïdi, ancien porte-parole du parti belge « Égalité ». Elle avait déposé plainte contre lui à la suite de son partage d’une vidéo faisant le rapprochement entre l’essayiste et Anders Behring Breivik[175].

## Publications
- Le Guide des sponsors du Front national et de ses amis, Paris, Éditions Raymond Castells, 1998  (ISBN 978-2-912587-00-8). Présentation d'un exemplaire
- Avec Fiammetta Venner, Les Anti-pacs ou la dernière croisade homophobe, Paris, Éditions Prochoix, 1999  (ISBN 978-2-913749-00-9).
- Foi contre choix : La droite religieuse et le mouvement Pro-life aux États-Unis, Villeurbanne, Éditions Golias, « Les enquêtes de Golias », 2001  (ISBN 978-2-911453-78-6).
- Avec Fiammetta Venner, Tirs croisés : La laïcité à l’épreuve des intégrismes juif, chrétien et musulman, Paris, Calmann-Lévy, 22 octobre 2003, 425 p. (ISBN 978-2-7021-3304-0)
- Frère Tariq. Discours, stratégie et méthode de Tariq Ramadan, Paris, éditions Grasset, Paris, 2004  (ISBN 978-2-246-66791-9).
- Face au boycott. L’entreprise face au défi de la consommation citoyenne, Paris, éditions Dunod, 2005  (ISBN 978-2-10-048936-7).
- La Tentation obscurantiste, Paris, éditions Grasset, Paris, 2005  (ISBN 978-2-246-69194-5).
- Le Choc des préjugés. L’impasse des postures sécuritaires et victimaires, Paris, éditions Calmann-Lévy, 2007  (ISBN 978-2-7021-3533-4).
- Avec Fiammetta Venner, Les Nouveaux Soldats du pape. Légion du Christ, Opus Dei, traditionalistes, Édition du Panama, 2008  (ISBN 978-2-7557-0259-0).
- La Dernière Utopie. Menaces sur l’universalisme, éditions Grasset, 2009  (ISBN 978-2-246-70971-8).
- Avec Taslima Nasreen, Libres de le dire, Flammarion, 2010  (ISBN 978-2-08-123300-3)
- Les Interdits religieux, en collaboration avec Fiammetta Venner, éditions Dalloz, avril 2010, 196 pages  (ISBN 978-2-247-08415-9).
- Avec Fiammetta Venner, Marine Le Pen, Paris, éditions Grasset et Fasquelle, 2011.
- Avec Jean-Christophe Chauzy, La Vie secrète de Marine Le Pen, Drugstore, 2012  (ISBN 978-2-7234-8714-6). — bande dessinée
- Quand la gauche a du courage, éditions Grasset et Fasquelle, 2012  (ISBN 978-2-246-80272-3).
- Libre chercheur d'Étienne-Émile Baulieu, entretiens avec Caroline Fourest, éditions Flammarion, 2013  (ISBN 978-2-08-126163-1).
- Inna, éditions Grasset, 2014  (ISBN 978-2246807322) — consacré à Inna Chevtchenko
- Éloge du blasphème, Grasset, 2015, 198 p. (ISBN 9782246853749 et 2246853745).
- L'Islamophobie. Jérôme Blanchet-Gravel (dir.) et Éric Debroise (codir.), éditions Dialogue Nord-Sud, 2016, 250 p.
- Le Génie de la laïcité : La laïcité n'est pas un glaive mais un bouclier, Grasset, 2016, 336 p. (ISBN 978-2-246-70981-7 et 2-246-70981-4).
- Génération offensée : De la police de la culture à la police de la pensée, Grasset, 2020, 162 p. (ISBN 978-2-246-82018-5 et 2-246-82018-9).
- Le Vertige MeToo, Paris, Grasset, 11 septembre 2024, 320 p. (ISBN 9782246825661, présentation en ligne).

## Filmographie

### Documentaires
- Sœur Innocenta, priez pour nous !, moyen-métrage documentaire (coréalisé avec Fiammetta Venner)
- Safia et Sarah, court-métrage, 18 minutes (écriture et réalisation ; produit par Pixelum, 2004)
- Hymen : certifiées vierges (Envoyé spécial, 2008)
- La Bataille des droits de l'homme (Arte, 21 avril 2009)
- Des petits soldats contre l'avortement (Canal+, 13 avril 2011)
- Marine Le Pen, l'héritière, documentaire (coréalisé avec Fiammetta Venner), diffusé sur France 2 le 15 décembre 2011[176]
- 100 femmes musulmanes se racontent, série documentaire de 20 épisodes sur France 24 depuis le 8 mars 2011 (coréalisé avec Fiammetta Venner)
- Nos seins, nos armes !, documentaire sur Femen coréalisé et écrit avec Nadia El Fani, diffusé sur France 2 le 5 mars 2013[177]
- Les Réseaux de l'extrême, série documentaire en quatre parties, diffusée sur France 5 en 2013 Titres des quatre épisodes : Les Obsédés du complot, Les Radicaux de l'islam, Les Enragés de l'identité et Les Naufragés de Sion.
- Cahiers de Doléances, série documentaire en neuf épisodes contre les préjugés, diffusée sur LCP[178] en 2014 et 2015. Titres des épisodes : « La Laïcité, jusqu'où ? », « Homos, des familles comme les autres ? », « Le blasphème en danger ? », « Haro sur les Roms ? », « Touche pas à mon genre ? », « Anti-Islam, la France ? », « Minorités : deux poids deux mesures ? », « Trop d'immigrés ? », « Trop d'incivilités ? »[179],[180].
- Parcs de la paix. Le dernier rêve de Nelson Mandela, diffusé sur Arte, le 30 juin 2015[181].

### Fiction
- Sœurs d’armes en 2019.

## Documentaires audio
- Tariq Ramadan et son double, France Culture, 2009.
- Les Urnes d'Odessa, France Culture, 2014[182].

## Distinctions

### Décorations
- Chevalier de l'ordre national du Mérite le 3 juillet 2021[183].
- Chevalier de l'ordre des Arts et des Lettres le 17 janvier 2013[184]
- Chevalière de la Légion d'honneur (2024)*[185]

### Récompenses
- Festival Cineffable 2004 : Prix du scénario pour le court métrage Safia et Sarah[186]
- Prix national de la laïcité 2005 pour Tirs croisés
- Prix du livre politique 2006 de l'Assemblée nationale pour La Tentation obscurantiste
- Prix Jean-Zay - Laïcité et République 2006 pour La Tentation obscurantiste
- Prix Condorcet-Aron pour la Démocratie 2008 (Bruxelles)
- Prix Adrien-Duvand 2010 de l'Académie des sciences morales et politiques du « meilleur ouvrage sur l'éducation civique et morale dans une démocratie » pour La Dernière Utopie. Menaces sur l’universalisme
- Prix Fetkann 2010[187]
- Prix François-Mauriac 2020 pour Génération offensée[188]